# Parc national Hwange
Le parc national Hwange est géré par l'agence gouvernementale du Zimbawe Autorité de gestion des parcs et de la faune du Zimbabwe. Il est situé au Zimbabwe, et s'étend sur 14 620 km2 et comprend neuf des dix espèces protégées du pays.

## Histoire
Hwange a été fondée en 1928 en tant que réserve, le statut de parc national ayant été accordé en 1961. Son inclusion dans la zone de conservation transfrontalière du Kavango-Zambèze regroupant cinq nations est envisagée.
On y dénombre une forte concentration d'animaux avec 107 espèces de mammifères et 450 espèces d'oiseaux. Le rhinocéros y est menacé d'extinction.
C'est aussi l'un des derniers grands sanctuaires pour les éléphants, les lions et les buffles en Afrique.

## Incidents de braconnage
En 2011, neuf éléphants, cinq lions et deux buffles sont tués par des braconniers.
En octobre 2013, on découvre que les braconniers ont tué un grand nombre d'éléphants avec du cyanure après l'empoisonnement de leur point d'eau. Les défenseurs de l'environnement ont affirmé que l'incident est le plus grand massacre d'animaux en Afrique australe des derniers 25 ans,.
Deux enquêtes aériennes ont été réalisées pour déterminer le nombre d'animaux tués illégalement, 19 ont été identifiés dans la première enquête et  84 autres dans la seconde enquête.
Trois braconniers ont été capturés, arrêtés, jugés, reconnus coupables et condamnés. Désormais, le braconnage et les infractions concernant les éléphants sont punis d'une peine de prison de neuf ans. La filière de contrebande d'approvisionnement d'ivoire est également ciblée. Un homme est arrêté le 21 octobre en essayant de passer en contrebande de l'ivoire brut.
En octobre 2015, 11 éléphants ont été retrouvés morts en quelques jours, empoisonnés chimiquement.

### Le lion Cecil

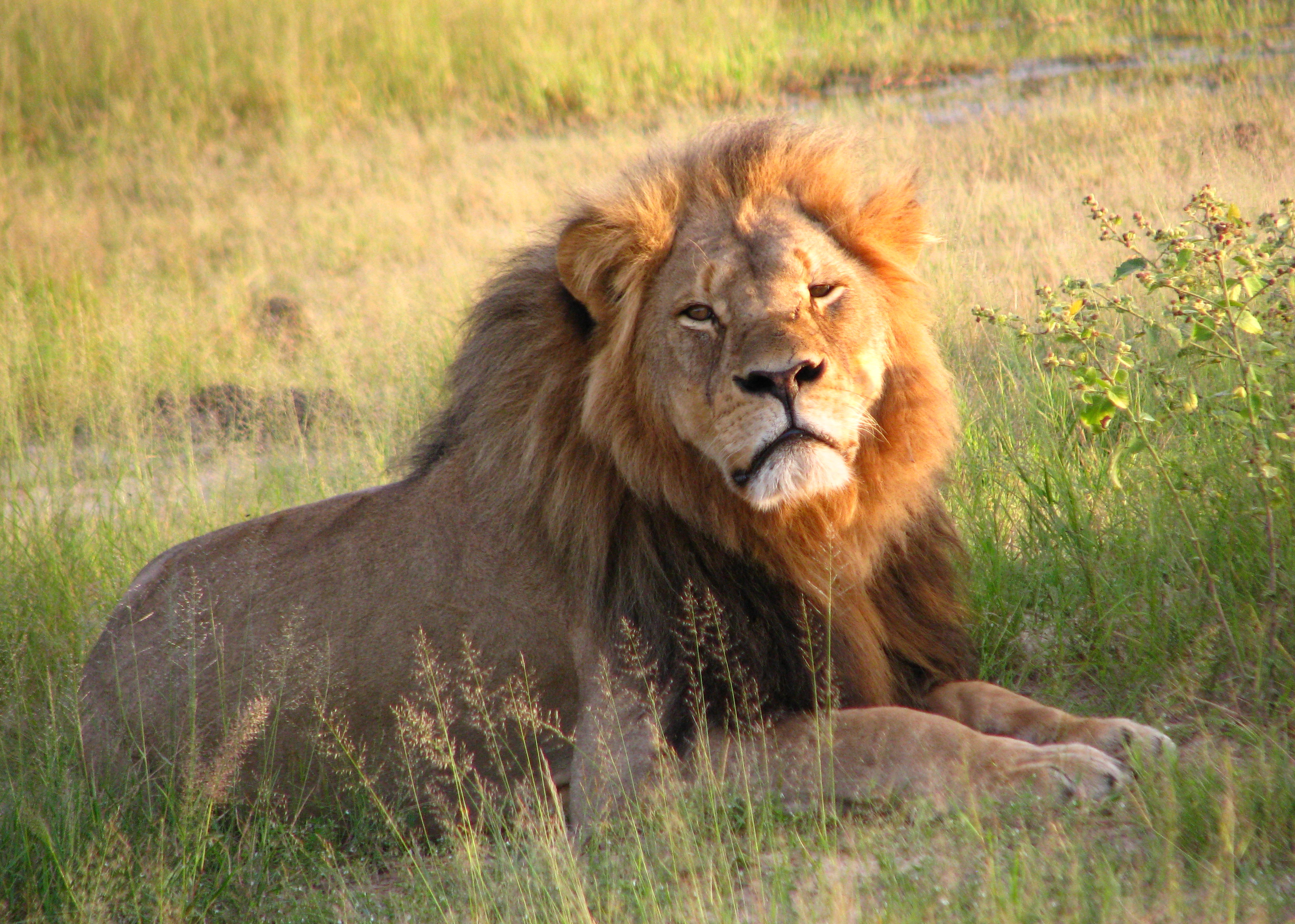
Le lion Cecil en 2010.

Cecil était un lion de treize ans qui faisait l'objet d'un suivi dans le cadre d'un projet initié en 1999 par des scientifiques de l'université d'Oxford. Il portait un collier GPS permettant de suivre ses déplacements. À la suite de documents publiés à partir de l'étude, Cecil est devenu une attraction touristique pour les visiteurs du parc en raison de sa crinière en partie noire. Il a été tué en juillet 2015, lors d'une chasse controversée, par Walter James Palmer, un dentiste américain,. Ce dernier a reconnu les faits le 28 juillet 2015 à travers un communiqué. Le lion Cecil n'est pas le premier trophée de chasse de Walter James Palmer.